# Poslanec Evropského parlamentu
Poslanec Evropského parlamentu (někdy zkráceně jen europoslanec, anglicky Member of the European Parliament, zkráceně MEP) je označení pro osobu, která byla zvolena do Evropského parlamentu, jednoho ze dvou legislativních těles Evropské unie. Členové EP jsou evropským ekvivalentem členů národních parlamentů. Označení pro europoslance se liší dle každého jazyka.
Když byl Evropský parlament poprvé ustanoven, tak do něj byli členové vybíráni jednotlivými členskými státy, které vybíraly ze členů svých národních parlamentů. Od roku 1979 se konají pravidelné volby. V každé zemi se používá jiný volební systém a každá země může mít více volebních okrsků s více kandidátními listinami (Belgie, Polsko a další). Kandidáti musí být občany některé země EU, ale kandidovat mohou i v jiné zemi, pokud tam mají trvalý pobyt.

## Volba poslanců
Volby se konají každých 5 let. Jednotlivé země mají právo si určit, jak se na jejich území bude volit. Alokace křesel mezi členské státy je založena na principu degresivní proporcionality, takže velikost populace je brána v potaz. To v praxi znamená, že menší státy volí více poslanců, než by volili, kdyby se brala v úvahu velikost jejich populace. Jak byly počty poslanců přidělených jednotlivým zemím vyjednány v příslušných smlouvách, tak zde neexistuje jedna formule, podle které by se rozděloval počet křesel vůči jednotlivým státům. Nejmenší počet poslanců, který mají některé členské státy (např. Malta, nebo Lucembursko) je 6. Nejvíce má Německo, a to 96.

### Obměna poslanců
Evropský parlament má vysoký obrat poslanců v porovnání s národními parlamenty.[zdroj?] Například ve volbách do EP v roce 2004 byla většina nově zvolených členů a byli zde jen čtyři poslanci, kteří slouží od prvních voleb v roce 1979.

## Poslanci v parlamentu
Všichni, kromě 14 europoslanců, jsou členy nějaké politické frakce, které se organizují podle svého politického zaměření. V roce 2013 existovalo celkem sedm takovýchto frakcí, které jsou založené na politickém, nikoliv teritoriálním vymezení. Takže například poslanci zvoleni za KDU-ČSL se sdružili do frakce EPP-ED a poslanci zvoleni za ČSSD se sdružují ve skupině S&D. Europoslanci ODS zase opustili frakci EPP-ED a založili spolu s britskými konzervativci a polskými poslanci za stranu Právo a spravedlnost novou středo-pravicově konzervativní frakci s názvem Hnutí za evropskou reformu.
Disciplína v rámci frakce je laxnější než v národních parlamentech, kdy národní delegace a jednotliví členové občas hlasují proti své frakci.[zdroj?]
Stranou frakce mají jednotliví poslanci i jiná práva:
- právo předkládat návrhy
- právo interpelací vůči otázky vedení parlamentu, Radě EU a Evropské komisi
- právo předkládat dodatky k jakémukoli návrhu ve výboru
- právo podat vysvětlení volby

## Práce poslance
Jeden týden v každém měsíci stráví poslanci na plenárním zasedání ve Štrasburku, zbylé tři týdny pak zase na zasedání výborů, frakcí, apod. v Bruselu. Většina poslanců rovněž často cestuje do svého volebního obvodu, aby byla k dispozici svým voličům ve vlasti. Během tohoto času také musí stihnout setkání s různými místními organizacemi, lokálními a národními politiky, businessmany, odbory, apod. Europoslanci často zaměstnávají asistenty, a to jak v Bruselu/Štrasburku, tak často i ve vlasti, kde se podílejí na politické práci spojené s domácí scénou.
Někteří europoslanci si proto vybírají domy blízko Bruselu spíše, než ve své zemi. Tato skutečnost je však často ovlivněna vzdáleností země od Bruselu. Čeští europoslanci často cestují mezi Českem a Belgií/Francií pravidelně, nicméně estonští či portugalští europoslanci mají v tomto směru méně možností.
Vzhledem k tomu, že europoslanci mají menší pravomoc, než jejich kolegové v národním parlamentu, tak je většinou jejich obrázek v jejich domovské zemi zkreslený.[zdroj?]

## Neslučitelnost funkcí
Osoba, jež se stane poslancem Evropského parlamentu nesmí vykonávat žádnou jinou veřejnou funkci která je neslučitelné s postem europoslance. Mezi neslučitelné funkce patří členství:
- ve vládě členského státu EU
- v Parlamentu členského státu EU
- v Evropské komisi
- v Soudním dvoře EU
- v Radě Evropské centrální banky
- v Evropském účetním dvoře
- v Evropské investiční bance
- aktivní úředníci orgánů nebo institucí EU, které jsou zřízeny na základě evropských smluv o správě finančních prostředků Společenství